# División de Honor de balonmano 1967-68
La División de Honor de balonmano 1967-68 fue la 10.ª edición de la máxima competición de balonmano de España. Se desarrolló en una fase, que constaba de una liga de doce equipos enfrentados todos contra todos a doble vuelta. El ganador disputaba la Copa de Europa, el último descendía a Primera División y el décimo y undécimo promocionaban.

## Clasificación
| N. | Equipo             | PJ | PG | PE | PP | PTS |
| 1  | Granollers         | 22 | 18 | 1  | 3  | 37  |
| 2  | C.F. Barcelona     | 22 | 18 | 0  | 4  | 36  |
| 3  | Atlético de Madrid | 22 | 14 | 4  | 4  | 32  |
| 4  | Altos Hornos       | 22 | 10 | 3  | 9  | 23  |
| 5  | Salleko            | 22 | 10 | 2  | 10 | 22  |
| 6  | Bofarull La Salle  | 22 | 9  | 2  | 11 | 20  |
| 7  | Anaitasuna         | 22 | 9  | 1  | 12 | 19  |
| 8  | Pizarro            | 22 | 9  | 1  | 12 | 19  |
| 9  | G.E. Seat          | 22 | 8  | 2  | 12 | 18  |
| 10 | Ademar Zaragoza    | 22 | 6  | 2  | 14 | 14  |
| 11 | Orsa Artilene      | 22 | 5  | 2  | 15 | 12  |
| 12 | La Salle Bilbao    | 22 | 5  | 2  | 15 | 12  |